# 김무환 (정치인)
김무환(1948년 8월 5일 ~ )은 대한민국의 정치인이다. 제34·35대 부여군수를 역임했다.

## 학력
- 석성초등학교 (졸업)
- 부여중학교 (졸업)
- 부여고등학교 (졸업)
- 대한기독교대학교 (신학 / 학사)

## 역대 선거 결과
|  | 8.35% |

|  | 61.80% |

|  | 51.14% |